# Jarmila Halbrštátová
Jarmila Halbrštátová (7. dubna 1924 – 2. prosince 2020) byla poslední přeživší československá veteránka z bitvy u Sokolova.

## Život
Jarmila Halbrštátová, rozená Kaplanová, se narodila 7. dubna 1924 v Ústí nad Orlicí. Zatímco její rodiče se za prací přestěhovali do města Šachty v Sovětském svazu, Jarmila bydlela v Hylvátech u své babičky. V roce 1936 jí matka odvezla do Sovětského svazu. Po německém útoku na Sovětský svaz byla kvůli protektorátnímu pasu internována a nakonec skončila v gulagu u města Akťubinsk.
Po amnestii v roce 1942 vstoupila do nově zformovaného 1. československého samostatného polního praporu. Zúčastnila se mnoha bitev, včetně bitvy u Sokolova, bitvy o Kyjev, Bílou Cerekev nebo o Dukelský průsmyk. V armádě působila jako radiotelegrafistka, v bitvě u Sokolova jako zdravotnice na předsunutém obvazišti na okraji obce.
Konec války zastihl Jarmilu Kaplanovou ve Vsetíně. Po válce se její rodina vrátila do Československa. V říjnu 2019 obdržela od prezidenta Miloše Zemana medaili Za hrdinství. Zemřela 2. prosince 2020 v Ústřední vojenské nemocnici v Praze.